# Afinní kombinace
Ve vektorových prostorech se běžně pracuje se součty a násobky vektorů, tedy s jejich lineárními kombinacemi. Někdy je však účelné místo obecných lineárních kombinací uvažovat pouze jejich podtřídu, kterou tvoří afinní kombinace. Oproti obecným lineárním kombinacím musejí mít afinní kombinace součet všech svých koeficientů roven jedné. Neboli:
Nechť {\displaystyle \scriptstyle V} je vektorový prostor nad tělesem {\displaystyle \scriptstyle T}, {\displaystyle \scriptstyle \{{\vec {x}}_{1},\ldots ,{\vec {x}}_{k}\}} množina k vektorů z {\displaystyle \scriptstyle V} a {\displaystyle \scriptstyle (\alpha _{1},\ldots ,\alpha _{k})} je k-tice prvků z tělesa. Pak lineární kombinaci
{\displaystyle \sum _{i=1}^{k}\alpha _{i}{\vec {x}}_{i}}
nazýváme afinní kombinace, právě když je součet jejích koeficientů roven jedné, neboli
{\displaystyle \sum _{i=1}^{k}\alpha _{i}=1.}
Pod jedničkou je zde na mysli neutrální prvek tělesa vůči operaci násobení, v případě číselných těles tedy obyčejnou jedničku. Z definice je patrné, že pro popis afinní kombinace k vektorů je třeba pouze k-1 parametrů.
Máme-li pro konkrétnost tedy nějaké dva nenulové vektory {\displaystyle \scriptstyle {\vec {x}}_{1},{\vec {x}}_{2}} z jistého reálného vektorového prostoru, tak má jejich obecná afinní kombinace tvar
{\displaystyle \lambda {\vec {x}}_{1}+(1-\lambda ){\vec {x}}_{2},\quad \lambda \in \mathbb {R} .}
Podobně jako pro klasické lineární kombinace se i pro afinní kombinace definuje afinní obal a odpovídající pojem afinní nezávislosti. Z geometrického hlediska lze afinní obal chápat jako zobecnění lineárního obalu v tom smyslu, že zatímco lineárním obalem jsme například schopni popsat přímku procházející pouze počátkem souřadnic, tak afinní obal umožňuje popsat jakoukoli přímku v prostoru.